# 双脱氢道益酸
双脱氢道益酸（缩写BDDA）是一种道益酸类非甾体雌激素和選擇性雌激素受體調節物（SERM），分子式C18H20O3，从未上市销售。